# Nakadžima B6N
Nakadžima B6N Tenzan (japonsky: 中島 B6N 天山, česky: Božská hora) byl jednomotorový dolnoplošný torpédový bombardér japonského císařského námořního letectva užívaný ve druhé světové válce. 

## Vznik
Jeho počátky spadají do roku 1939, kdy byly dány požadavky 14-Ši technického odboru Generálního štábu námořního letectva na nový typ letounu, který by postupně nahradil typ Nakadžima B5N.  Tým konstruktérů společnosti Nakadžima vybavil sklopné křídlo vztlakovými klapkami typu Fowler, osádka byla třímístná. Za pohon byl vybrán dvouhvězdicový čtrnáctiválec Nakadžima NK7A Mamoru s čtyřlistou vrtulí, který dával ve výšce 2500 m výkon 1305 kW. Podvozek ostruhového typu byl zatahovací.

## Vývoj
První prototyp letounu vzlétl 14. března 1941. Ukázalo se, že stroj má řadu nedostatků, zejména nespolehlivost a velké vibrace motoru. Tento problém se nepodařilo odstranit ani instalací nové vrtule s průměrem 3,40 m, jejíž gyroskopický efekt si během testů vyžádal vyosení kýlovky o 2°10' směrem doleva.
Hlavňovou výzbroj Tenzanu tvořil jeden kulomet typ 97 ráže 7,7 mm v horním střelišti na konci kabiny a v dolním výklopném střelišti v blízkosti malých bočních okének. Pod pravou polovinu trupu byly závěsníky pro pumy ráže 30 až 500 kg, nebo jedno torpédo typ 91 či typ 94.
Druhý vyrobený B6N byl na naléhání Generálního štábu námořního letectva vybaven starším, avšak spolehlivějším čtrnáctiválcem Micubiši MK4T Kasei 25 se vzletovým výkonem 1380 kW. 
Během společných zkoušek s druhým prototypem, probíhajících v roce 1942, došlo na zesílení některých částí podvozku a překonstruování zavěšení záchytného háku. Vzhledem ke své hmotnosti a rozměrům byl Tenzan jako první z japonských palubních letadel přizpůsoben k instalaci pomocných raketových motorů.
Příprava sériové výroby typu Nakadžima B6N1 model 11 Tenzan s motorem Mamoru 11 v Koizumi byla na jaře 1943 provázena technickými a organizačními problémy, přesto se podařilo společnosti Nakadžima do srpna 1943 dodat námořnímu letectvu 65 strojů. Určeny byly k přeškolení létajícího i pozemního personálu.

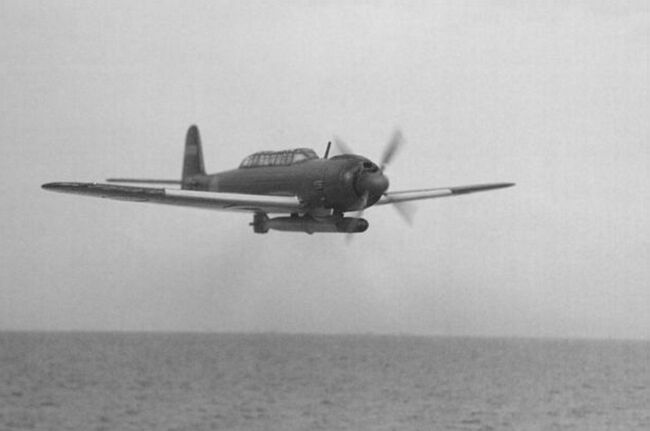
Nakadžima B6N

Poslední z celkem 133 vyprodukovaných B6N1 byly dodány v říjnu téhož roku, v témže měsíci z výrobní linky sjížděly nové letouny Nakadžima B6N2 model 12 s dvouhvězdicovými čtrnáctiválci Micubiši Kasei 25. K bojovým jednotkám byly v malých počtech dodány v březnu 1944. Nepatrně byla pozměněna kontura kanálu sání vzduchu do karburátoru a spaliny byly nyní z válců vyvedeny individuálními zploštělými ejektory. Ostruhové kolečko bylo aretováno v pevné poloze.
Počínaje rokem 1944 byla zahájena výroba B6N také v závodě Nakadžima č. 3 ve městě Handa v prefektuře Aiči. Vzniklo zde 970 exemplářů, z nichž některé byly v pozdější fázi výroby od listopadu 1944 dodávané s kulometem typ 2 ráže 13 mm v horním střelišti. Změna se pak týkala také označení na B6N2a model 12A.
Námořní letectvo následně zkoušelo dva prototypy B6N3 model 13, upravené z B6N2 se zpevněným podvozkem se zvětšenými koly a motory MK4T-C Kasei 25c.

## Nasazení
Spojenci se v boji s Tenzany střetli poprvé ve větším množství v letecké bitvě o Mariany v červnu 1944.
Při bitvě o Filipíny tyto letounu utrpěly velké ztráty od spojenců, a to zejména díky letounům Grumman F6F Hellcat. Z důvodu postupných ztrát japonských letadlových lodí sloužily B6N na pozemních základnách, byly též používány pro sebevražedné lety kamikaze, zejména během bitvy o Okinawu.

## Specifikace (B6N2)

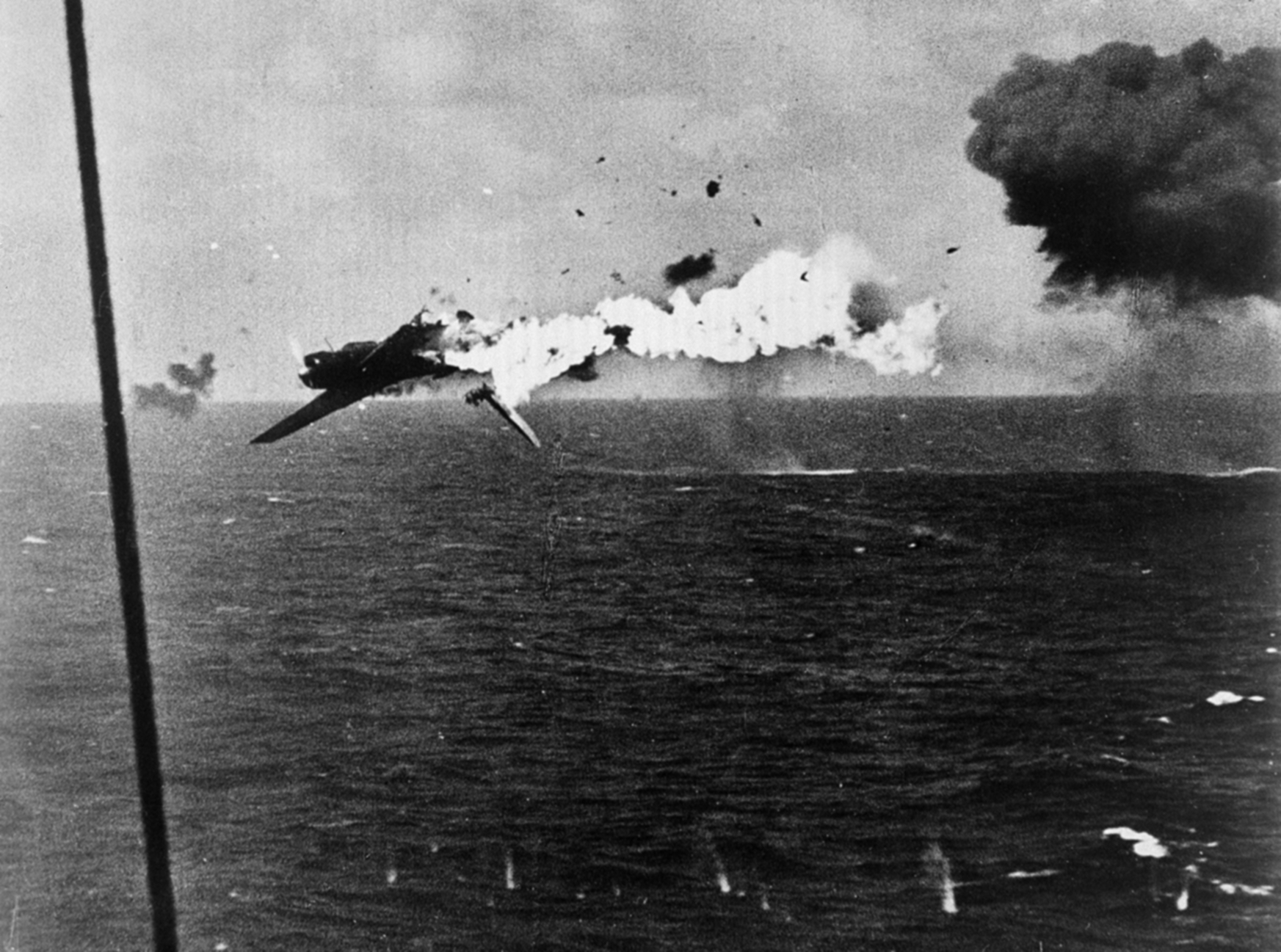
Sestřel B6N2 - foto z letadlové lodě Yorktown

Údaje podle

### Technické údaje
- Rozpětí: 14,89 m
- Délka: 10,87 m
- Výška: 3,80 m
- Nosná plocha: 37,20 m²
- Hmotnost prázdného letounu: 3010 kg
- Vzletová hmotnost: 5200 kg

### Výkony
- Maximální rychlost ve výšce 4900 m: 481 km/h
- Stoupavost: 8 m/s
- Dostup: 9040 m
- Dolet: 3042 km